# Нізіни (Єнджейовський повіт)
Нізіни (пол. Niziny) — село в Польщі, у гміні Собкув Єнджейовського повіту Свентокшиського воєводства.
Населення — 72 особи (2011).
У 1975-1998 роках село належало до Келецького воєводства.

## Демографія
Демографічна структура на день 31 березня 2011 року:
|          | Загалом | Допрацездатний вік | Працездатний вік | Постпрацездатний вік |
| -------- | ------- | ------------------ | ---------------- | -------------------- |
| Чоловіки | 39      | 5                  | 27               | 7                    |
| Жінки    | 33      | 10                 | 13               | 10                   |
| Разом    | 72      | 15                 | 40               | 17                   |